# Tinea isodonta
Tinea isodonta är en fjärilsart som beskrevs av Edward Meyrick 1931. Tinea isodonta ingår i släktet Tinea och familjen äkta malar. Inga underarter finns listade i Catalogue of Life.